# Садиба Ліннея «Hammarby»

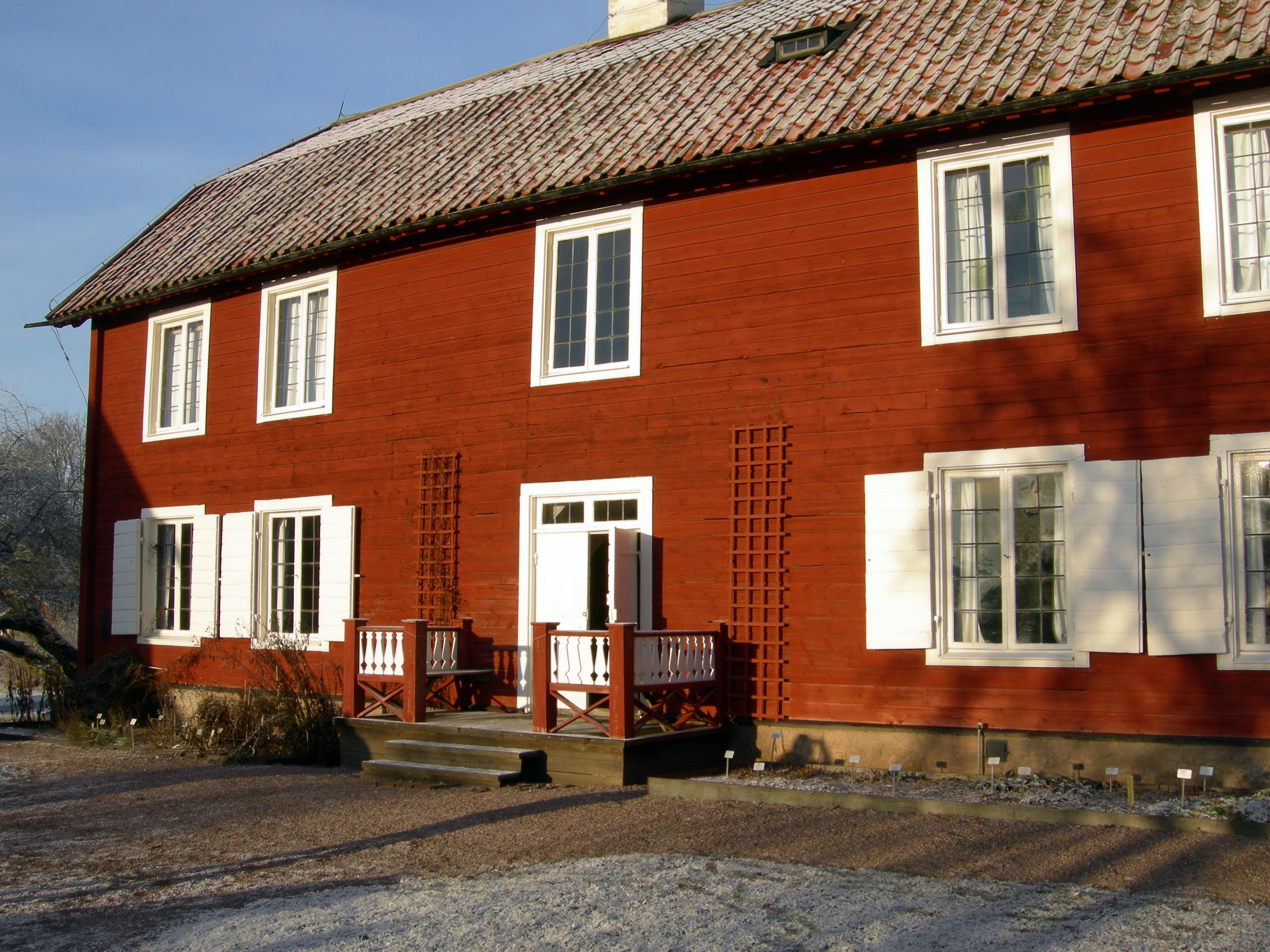

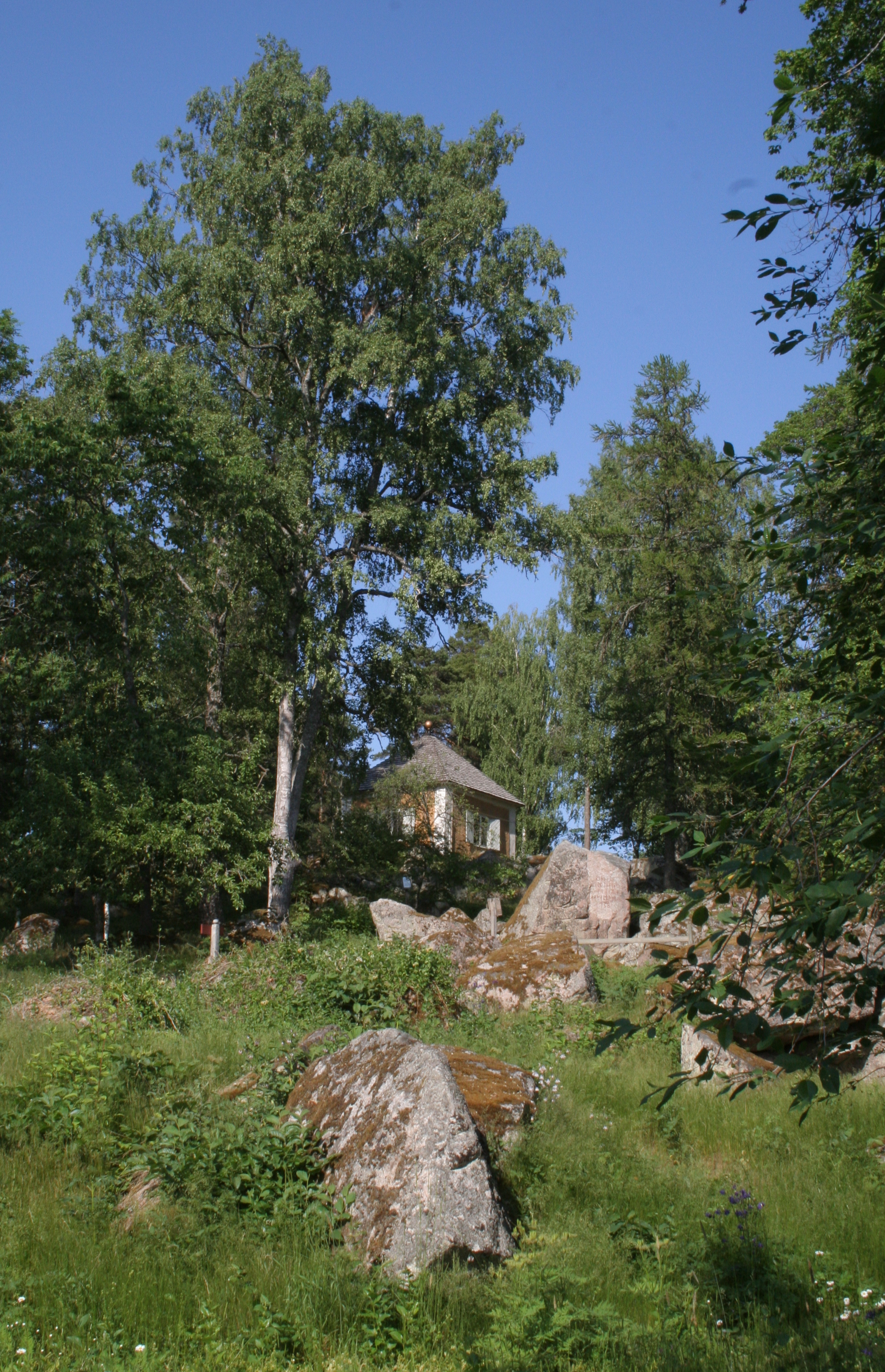
Сад

 Садиба Ліннея «Hammarby» (швед. Linnaeus Hammarby) — садиба-музей і ботанічний сад Карла Ліннея за 15 кілометрів на південний схід від міста Уппсала.

## Історія
1758 року садибу купив Карл Лінней для літнього відпочинку. Головний будинок збудований у 1762–1764 роках і має два поверхи, мансарду та підвал під частиною будинку. Будинок побудований із горизонтальних колод.
Садиба була власністю родини Ліннея до 1879 року, тоді її купила держава, відновила і перетворила на музей. Музей доповнює експозицію Ботанічного саду Уппсальського університету та Саду Ліннея в Уппсалі. Садиба-музей містить постійні виставки колекцій Карла Ліннея, а також тимчасові виставки, ботанічний сад і парк. Ландшафт найближчих сільгоспугідь був відновлений у тому вигляді, у якому він був наприкінці XVIII століття, до реформ 1827 року.
Садиба Ліннея є підрозділом ботанічного саду Уппсальського університету.

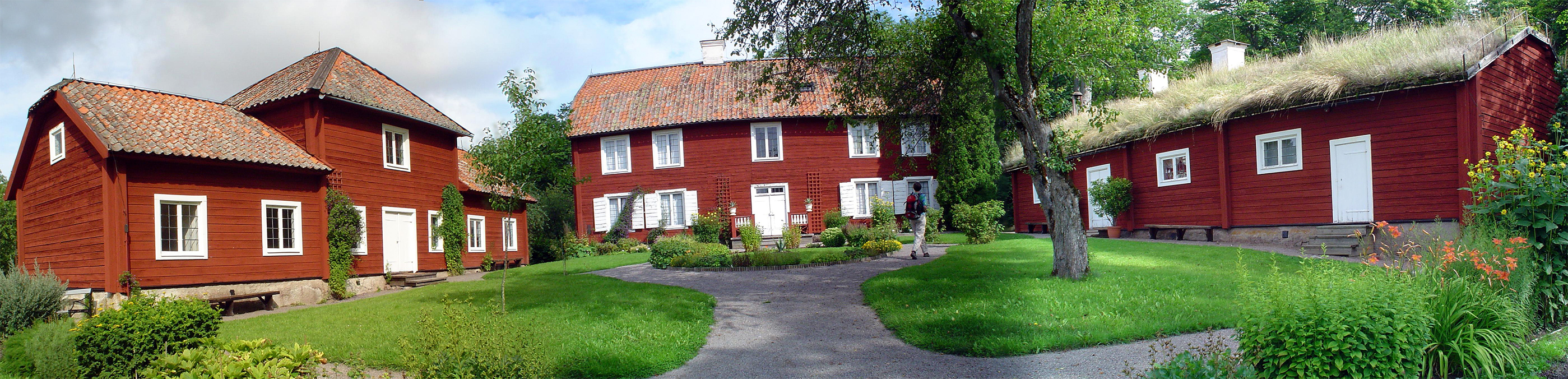
Панорама садиби Ліннея